# Cortinarius luteinus
Cortinarius luteinus är en svampart som beskrevs av Soop 2003. Cortinarius luteinus ingår i släktet Cortinarius och familjen spindlingar.   Inga underarter finns listade i Catalogue of Life.